# كيث ويسينويسكي
كيث ويسينويسكي (بالإنجليزية: Keith Wisniewski) هو فنان قتال مختلط أمريكي، ولد في 25 أكتوبر 1981 في بورتاغ في الولايات المتحدة.

## وصلات خارجية
- كيث ويسينويسكي على موقع يو إف سي (الإنجليزية)
- كيث ويسينويسكي على موقع شيردوغ (الإنجليزية)
- كيث ويسينويسكي على موقع IMDb (الإنجليزية)